# Битва під Брацлавом
Би́тва під Брацлавом сталася 26 серпня 1671 року, під час польсько-козацько-татарської війни 1666—1671.

## Історичне підґрунтя
З осені 1670 року стали погіршуватися відносини між гетьманом Дорошенком і Річчю Посполитою, оскільки сейм, визнавши гетьманом М.Ханенка, проголосив Дорошенка «зрадником» й ухвалив підготовку до війни. З листопада 1670 року польські підрозділи, що перебували під Кам'янцем, розпочали спустошувати терени Подільського полку. На початку 1671 року син подільського судді Кавецького вбив посланців Дорошенка до коронного гетьмана Яна Собеського. 24 січня 1671 року король Михайло Корибут Вишневецький звернувся до козаків і старшин з універсалом, в якому закликав: зберіть чорну раду, розірвіть угоду з Портою, «знесіть Українське господарство» (в розумінні, державу), утвердіть «безпеку і спокій» та «обороніть цілісність Вітчизни Корони Польської». В інструкції послу в Україну Миколаю Рачковському пропонувалося звернути особливу увагу на діяльність Й.Тукальського, котрий «ніколи не бажав панування короля Й. М. в Україні, але стоїть на тому — господарем вчинити Дорошенка, а себе патріархом». Посол до Туреччини мав застерегти її уряд, що амбітний київський митрополит домагається, «аби незалежний патріархат Руський був створений і сам ним (патріархом) хоче стати».
Реально оцінюючи наростання загрози, Дорошенко на початку квітня направив листа до бранденбурзького курфюрста Фрідріха Вільгельма, заохочуючи його оволодіти польською короною й обіцяючи надати воєнну допомогу. Однак лист не дійшов до адресата, позаяк був перехоплений поляками.
За допомогою кількох тисяч буджацьких (незалежних від Криму, що не підтримував турецьку орієнтацію Дорошенка) татар наказний гетьман Дорошенка Остап Гоголь з козаками Подільського полку у другій декаді березня 1671 року вирушив у Летичівський повіт та почав військову акцію проти поляків і Ханенка. Були спустошені поселення подільського судді (Масівці, Перхівці, Черепово й інші), околиці Бара, Меджибожа, Деражні, Старої й Нової Сеняв, Зінькова й Гусятина. Поява козаків і татар активізувала дії опришків. 21 квітня з Кам'янця повідомляли: «… гультяйство опришкове лютує у містах і селах не лише біля Бара, Меджибожа, але і навколо нас — у милі від Кам'янця грабує худобу й людей». Загони опришків, очолювані Іваном Кияшком, разом із татарами пройшли околиці Дунаївців і напали на Кульчиївці, Боришківці та інші поселення. За свідченням одного з шляхтичів, навколо Кам'янця панувало таке спустошення, що «жодного хлопа ніде не має» і «плуг цієї весни на жодній ріллі не був».

## Підготовка Речі Посполитої до походу на Дорошенка
13 травня 1671 року у Варшаві відбулася військова нарада, яка схвалила запропонований Яном Собеським план кампанії проти Дорошенка. Король видав третє віці (відозву) для посполитого рушення. Підрозділи коронного війська розпочали підготовку до походу. 17 червня 1671 року Габріель Сільницький раптово напав на околиці Могилева-Подільського, «зносячи вогнем і мечем села». Вирізавши передмістя («жінок і дітей кров струменіла до Дністра»), він спробував оволодіти Могилевом, але потрапив під сильний вогонь козацьких самопалів, зазнав великих втрат і, за свідченням Я.Дробиша Тушинського, «з конфузією повернувся назад». Польські корогви розташувалися в Барі, Солобківцях, Микулинцях, Дунаївцях, Студениці й Китайгороді.
Близько 20 липня П.Дорошенко розпочав облогу Білої Церкви й вислав на Поділля наказного гетьмана, свого брата Григорія, з 2 тисячами козаків. На допомогу ханові для боротьби із козаками Ханенка та запорожцями вирушив Кальницький полк. Маючи під рукою не більше 6-8 тисяч козаків (решта перебувала в залогах) і 5-6 тисяч татар, гетьман вирішив, уникаючи відкритого бою, виснажити сили поляків обороною міст і, діждавшись підходу орди, перейти в контрнаступ. Більшість Білгородської орди, яка прибула до Григорія Дорошенка, одержавши хибну звістку про наближення посполитого рушення, поспішно залишила Поділля.

## Наступ Собеського
24 липня 1671 року на чолі 6-тисячного (Смолій і Степанков пишуть про 7 тисяч разом зі слугами) війська Ян Собеський виступив у похід і 30 липня 1671 року вже був у Кам'янці, готовий до систематичного наступу на Поділля. Коли до Собеського, що стояв з військом під Оринином (неподалік Кам'янця), дійшла звістка про те, що з України відходять значні сили татар, гетьман Собеський вирішив, що це є досконалий момент для початку наступальних дій. Довідавшись також про намір М.Ханенка на чолі 16 тисяч козаків і 5 тисяч калмиків вдарити на Крим, він послав польному гетьману Дмитру Вишневецькому наказ вирушати до Бара на з'єднання з ним. 20 серпня 1671 року Ян Собеський, залишивши коло Кам'янця всю артилерію за винятком 6 гармат і полк під командою генерала-майора Корицького, вирушив із кіннотою і драгонією проти козацько-татарських військ через Зеленче, Солобківці, Зіньків, Дашківці і 23 серпня, обійшовши Бар, прибув до Маньківців (недавно спалене село на відстані милі від Бару), де об'єднався з угрупованням Д.Вишневецького(Смолій і Степанков пишуть: «Враховуючи, що по дорозі до лав війська влився також полк брацлавського воєводи, його загальна чисельність зросла до 14-15 тис. осіб (разом зі слугами)», одначе це не враховує залишеного у старому таборі полку Корицького; напевно, загальна кількість війська дорівнювала 6 тисячам).
Розвідка доповіла гетьманові, що сили супротивника знаходяться не у Вінниці, як Собеський вважав, але коло містечка Печери. Коронний гетьман хутко попрямував (залишивши позаду під охороною драгунів свої гармати й вози) через Станіславчик, Потоки й Ворошилівку до Печер, де сподівався раптовим ударом розгромити Григорія Дорошенка й татар. Однак козацький наказний гетьман, вчасно попереджений розвідниками про цей задум (польське військо зіткнулося з татарами на переході від Потоків до Ворошилівки і не змогло перешкодити їм утекти до своїх головних сил), відступив до Брацлава, на відстані милі від Печер. Слід відзначити, що, починаючи з околиць Бара, населення вкрай вороже ставилося до польського війська й усіляко підтримувало козаків і татар. У листі до дружини коронний гетьман нарікав: «… вдень і вночі через погані і важкі переправи ми поспішали, аби несподівано на місці застати ворога. Але тепер цього, зокрема у цих краях, і вчинити не можна, бо і хлопи і увесь цей народ зичливий до наших ворогів».

## Битва
Попри те, що війська Собеського йшли нічним маршем по бездоріжжю, не вийшло несподівано вдарити на супротивника. Повідомлені про його підхід, козаки і татари заховалися в Брацлаві, при чому козаки зайняли верхнє місто, а татари нижнє. Брацлав, столичне місто воєводства, людне, торгове, заможне, складалося з двох частин: нижньої, укріпленої поганим валом, але просторої, із трьома церквами і значним козацьким населенням, а також верхньої, із сильною фортецею, оскільки скеляста гора, на якій було її зведено, була захищена урвищами і рікою Буг з півночі, а з півдня була захищена дужими валами, палісадами і сухим ровом. Від західного боку її боронило велике озеро, що відділяло дві частини Брацлава.
25 серпня Собеський вже став біля Брацлава, і під кінець дня до нього підійшла його артилерія і драгуни. 26 серпня 1671 року почалася битва. План Собеського полягав у тому, щоб виманити козацько-татарське військо із Брацлава у поле і розбити його.
Собеський спробував виманити супротивника у поле наступом двох корогов з однієї сторони і кількох сот легкої кінноти під проводом свого надвірного ротмістра Мячинського з другої, але цей план не вдався: татари ховалися за валами. Тоді Ян Собеський скерував свої сили у проміжок між старим і новим містами щоб відтяти таким чином козаків від татар. У авангарді атаки йшли корогви стражників Бідзінського і Збружека, потім полки Сенявського і двох Потоцьких; за ними вдарило праве крило під проводом Яблоновського (7 власних корогов Яблоновського і полк київського воєводи Анджея Потоцького); нарешті Дмитро Вишневецький з полками свого (лівого) крила (5 власних корогов і полк Собеського під командою Гієроніма Любомирського). Авангард увірвався до нижнього міста і ледве не в саму браму замкову, незважаючи на сильний вогонь з гармат і козацьких рушниць. Татари й не отямилися, як опинилися відрізані від замку та затиснуті між поляками перед замком і трясовиною з західного боку.
Татари кинулися до втечі, в погоню за ними рушили майже всі сили Собеського. Собеський залишив на місті Поляновського із усіма гусарськими корогвами і генерала артилерії Контського з регіментом драгонії де Бохана і двома ескадронами рейтарії Бужинського, застерігши, щоб не штурмували замку, в якому засів добре озброєний полк козаків.
Утікаючих татар переслідували аж до Батога, що знаходиться на відстані 30 км, і повністю розсіяли. Татарам не допомогло навіть те, що у Ладижині міщани дали татарам свіжих коней і зустріли поляків вогнем із гармат. Козаки, що оборонялися у верхньому місті, бачачи поразку і втечу татар, здалися. Емір Алі, що головував татарським військом, стверджував, що татари втратили в битві й утечці 500 убитих.

## По битві
Незважаючи на розгром татар, Ян Собеський вирішив відвести військо під Бар, куди прибув 30 серпня. Тут він сподівався дочекатися короля з посполитим рушенням та підрозділів коронного й литовського військ. Здалися полякам Батіг, Четвертинне, Немирів, Ладижин, Красне, Шаргород і Браїлів; Дзялів вони захопили штурмом.
Довідавшись про поразку татар, Петро Дорошенко 3 вересня 1671 року зняв облогу Білої Церкви й відійшов до Умані.

## Додаток
Літопис Самовидця:

И так орда много шкоди в людех учинила, и вернувшися, стояла по волости коло Богу и коло Уманя, часто чати отправуючи в волости, належачіе до корони. Бо навесну, як трава стала, то и козаки з братом Дорошенковим, скупившися, стояли за Калником в полях з ордою до спасовки. А видячи гетманове коронніе великую докуку от орди, послали своїх албо королевских послов на Запорожже до Ханенка и до войска, жеби вишло що войска ку Ладижину запорожского, ознаймуючи и о своем приході на Побуже. На которое поселство королевское вийшол Ханенко и Сірко з войском в килка тисячей и з гарматами, а гетмани коронніе упередили и татар под Браславом зломили, же мусіли утікати у свою землю. Также и тая орда, зостаючая при Дорошенку гетману, уступила, же и Дорошенко мусіл от Богу вернутися, и туляючися коло городов, уступил ку Чигирину. А гетмани короній Іван Собескій и князь Дмитрій полній знову подступили под Браславле, а Ханенко з Сірком до Ладижина, которим усе Побуже схилилося.

Літопис Грабянки:

Тоді ж Дорошенко послав посланців до силистрийського паші і просив його дати орду. Він хотів з нею рушити взимку на Україну. Орда прибула і почала по волостях, що належали Польщі, чинити шкоду і ображати люд. Через деякий час, навесні уже, татари з'єдналися з Дорошенковим братом і стали табором до спасового посту. Гетьман коронний, забачивши, яку велику шкоду чинить орда, відрядив на Запоріжжя королівських послів і попросив Ханенка прийти йому на підмогу до Ладижина.

Ханенко відгукнувся на просьбу короля і прийшов в умовлене місце разом з Сірком, з кількатисячним загоном та з артилерією. Проте татар вони не застали, оскільки коронний гетьман вигнав їх аж у їхні землі.

Водночас польський король Михайло Вишневецький послав під Кашшків війську запорізькому булаву, бунчук, корогву та литаври і дав згоду, аби військо запорізьке вільно обирало собі гетьмана. Тоді військо зібралося на раду і обрало гетьманом Михайла Ханенка. З обранням погодився і коронний гетьман. Новообраному гетьману польський король дав грамоту, у якій наказував гетьману та війську запорізькому, згідно з Гадяцькими пактами, вільно, як своєю власною, володіти землею аж по Случ. В свою чергу і коронні гетьмани, не порушуючи Гадяцьких пактів, залишили все своє військо для захисту України і розмістили його у фортецях та замках — Могилівському, Браславському, Немирівському, Ладиженському та Рашківському — під орудою рейментаря пана Візицаря та комендантів, а чільне командування вручили гетьману запорізькому Ханенку. І все те військо польське, ставши на постій у замках, вдовольнялося тільки королівською платнею і тихо та мирно поводилося з людьми.

Літопис Величка:

Року від розділення первісної тьми зі світлом 7179, а від радісного янгольського славослов'я у Віфліємі 1671. До нинішнього мого опису на цей рік нічого не відшукалося ні в козацьких літописцях, ні в коротких літописних записках.